# Górska piejąca

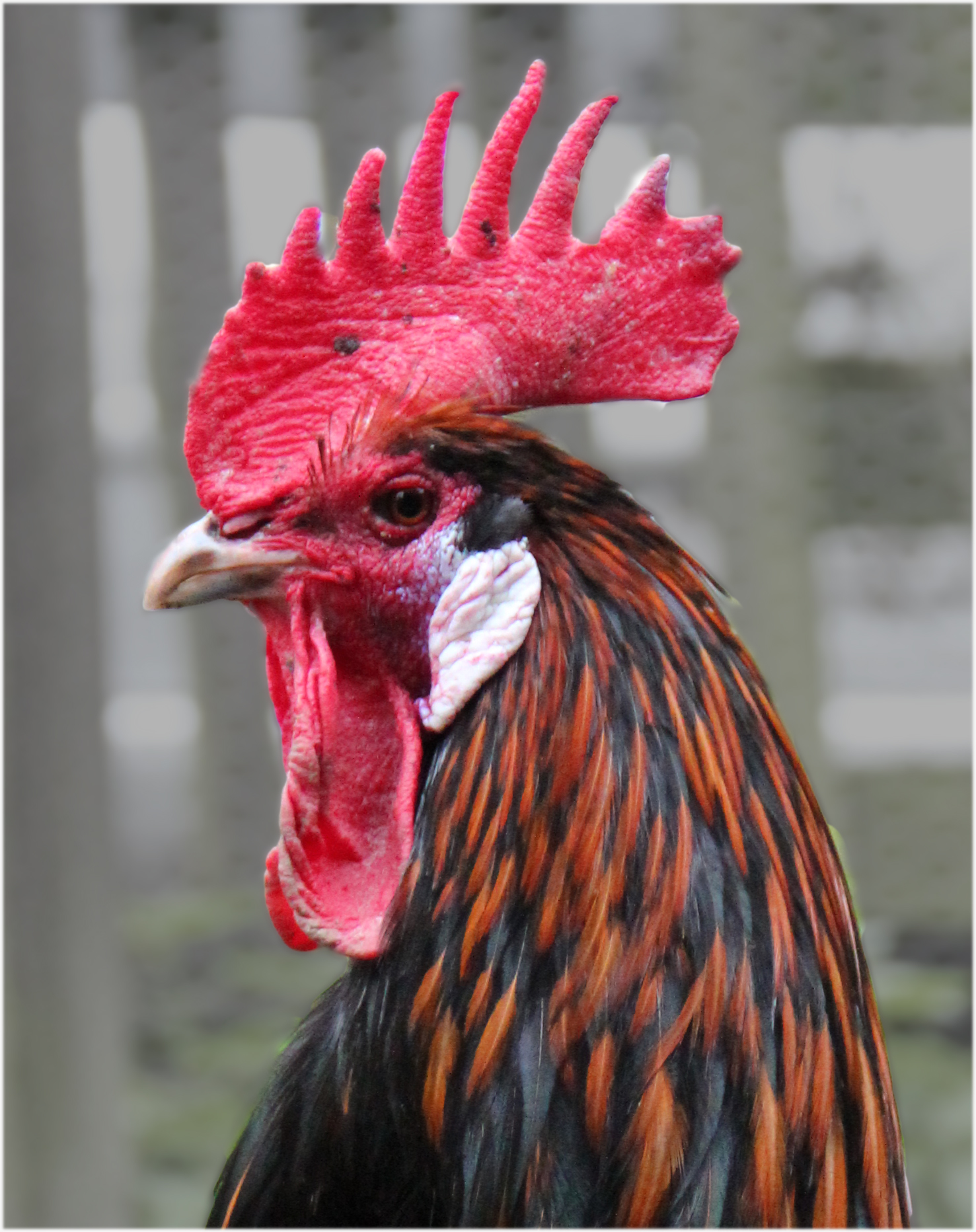
Kogut

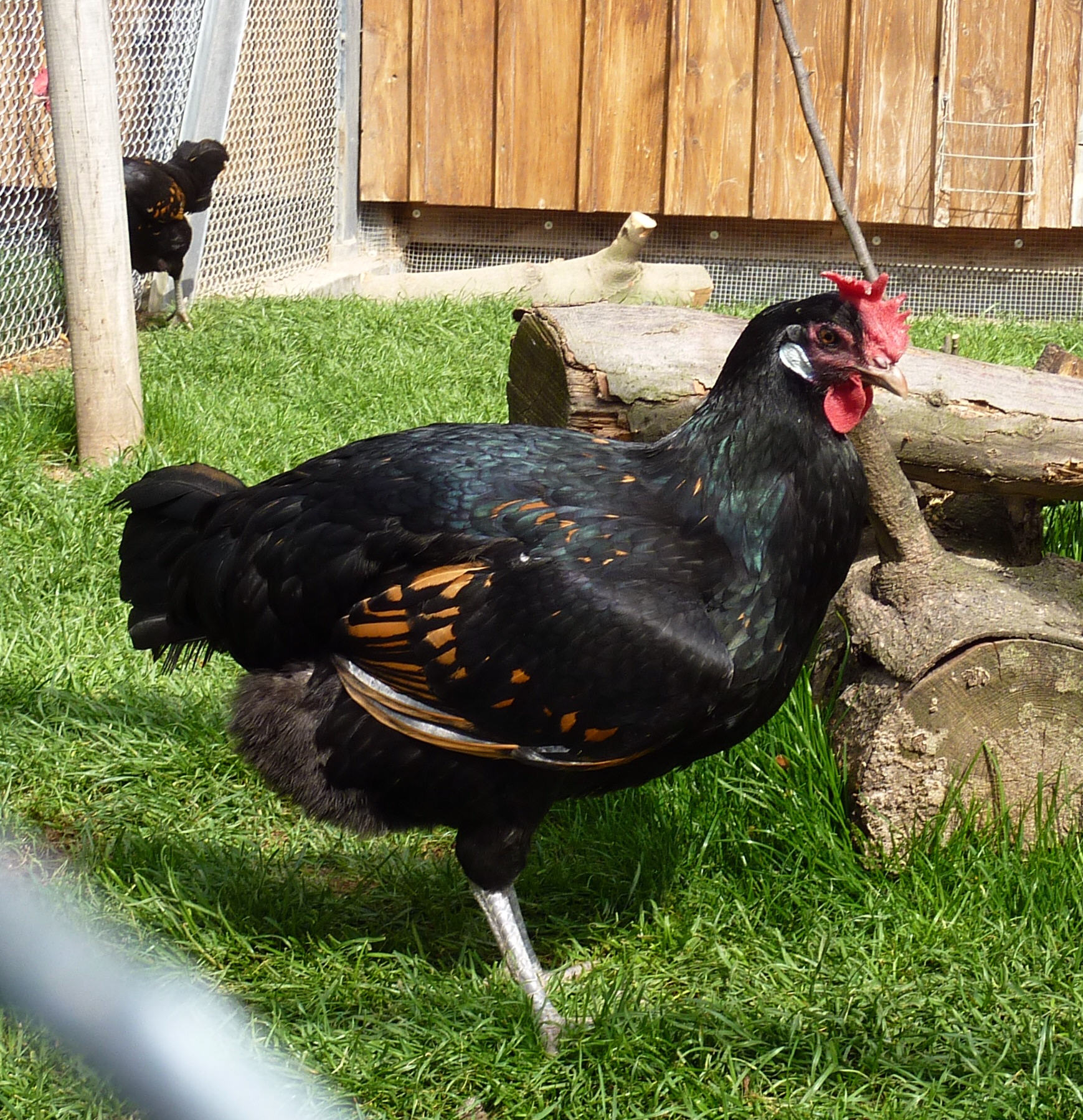
Kura

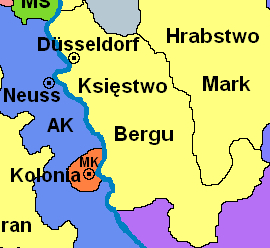
Księstwo Bergu (mapa z 1477 roku)

Śpiewające z Berg lub Górska piejąca – najstarsza niemiecka rasa kur z księstwa Bergu, należąca do grupy kur śpiewających.

## Historia
Pochodzenie tej rasy kur jest nieznane. Legenda głosi, że pierwsze kury tej rasy pojawiły się w średniowieczu. Dowodem na pochodzenie z rejonu bałkanów lub Turcji jest istnienie w tym rejonie kur należących do grupy kur śpiewających.

## Wygląd
Jest typową kurą wiejską. Tułów wydłużony, linia grzbietu nachylona ku ogonowi, grzbiet wybrzuszony. Zausznice mają białą barwę. Grzebień jest pojedynczy, u kur zwykle opada na jedną stronę. Nogi są ciemno szaroniebieskie. Barwa kur tej rasy jest złoto-czarna. Pióra na piersi mają czarną dokładnie zarysowaną obwódkę. Ten charakterystyczny wzór zwany jest z niemieckiego „Dobbelung”. 

## Pianie i zawody w pianiu
Charakterystyczną cechą tej rasy kur jest wydłużone pianie. Pianie może trwać do 15 sekund. Każdego roku od 1923 odbywają się zawody w pianiu w Niemczech.